# تلوار بلاغي
تلوار بلاغي هي قرية في مقاطعة ميانة، إيران. عدد سكان هذه القرية هو 272 في سنة 2006.